# Cornelis van Wieringen
Cornelis Claeszoon van Wieringen (Haarlem, 1577 circa – Haarlem, 29 dicembre 1633) è stato un pittore, disegnatore e incisore olandese, attivo durante il cosiddetto secolo d'oro olandese.

## Biografia
Cornelis van Wieringen nacque ad Haarlem nel 1577 o poco prima da Claes Corneliszoon van Wieringen, capitano di Haarlem, e sua moglie Willempge Jeroensdochter. Tra il 1587 e il 1591 seguì il padre in diversi viaggi via nave tra il Baltico, il Mare del Nord e l'Atlantico, nel corso dei quali ebbe modo di conoscere a fondo le attrezzature e le strutture del mondo navale. Rientrato nella sua città natale attorno al 1592, iniziò a dedicarsi alla pittura e nel 1597 entrò nella corporazione di San Luca haarlemese, dove strinse legami di apprendistato e/o amicizia con importanti figure artistiche dell'epoca quali Hendrick Goltzius, Cornelis van Haarlem, Hendrik Vroom e Cornelis Bol. Nel corso degli anni arrivò a ricoprire posizioni di rilievo all'interno della corporazione stessa.
Attorno al 1600 sposò Haesge (o Hester) van Woerden, dalla quale ebbe un figlio, Claes, che diverrà a sua volta pittore.
Dato il suo passato di marinaresco, si specializzò nella pittura a tema navale e ricevette commissioni dai consigli municipali di Haarlem e di Amsterdam. A lui si deve la più nota rappresentazione pittorica della leggenda secondo la quale, durante l'assedio di Damietta della quinta crociata, fu una nave di Haarlem a spezzare la catena che bloccava l'accesso al Nilo e a permettere così la conquista della città. Quest'opera godette di così ampio successo anche nella sua epoca che una sua copia, stavolta sotto forma di arazzo, fu nuovamente commissionata due anni dopo, nel 1629, per decorare la sala del consiglio del municipio cittadino (entrambe le opere sono oggi conservate presso il Frans Hals Museum).
Cornelis van Wieringen morì il 29 dicembre 1633 nella sua città natale e fu sepolto nella cripta della chiesa di San Bavone.